# Безверхов, Александр Камилович
Александр Камилович Безверхов (родился 27 марта 1987) — российский регбист, столб команды «Стрела».
Мастер спорта по регби
Образование — высшее по специальности инженер сварочного производства
До 2017 года выступал за регбийный клуб «Енисей-СТМ».
С 2017 по 2020 год выступал за регбийный клуб «Кубань»
В 2020 году перешёл в казанскую «Стрелу».

## Достижения
- Пятикратный Чемпион России по регби-15
- Двукратный обладатель Кубка России по регби-15